# Радянська окупація Латвії (1944)

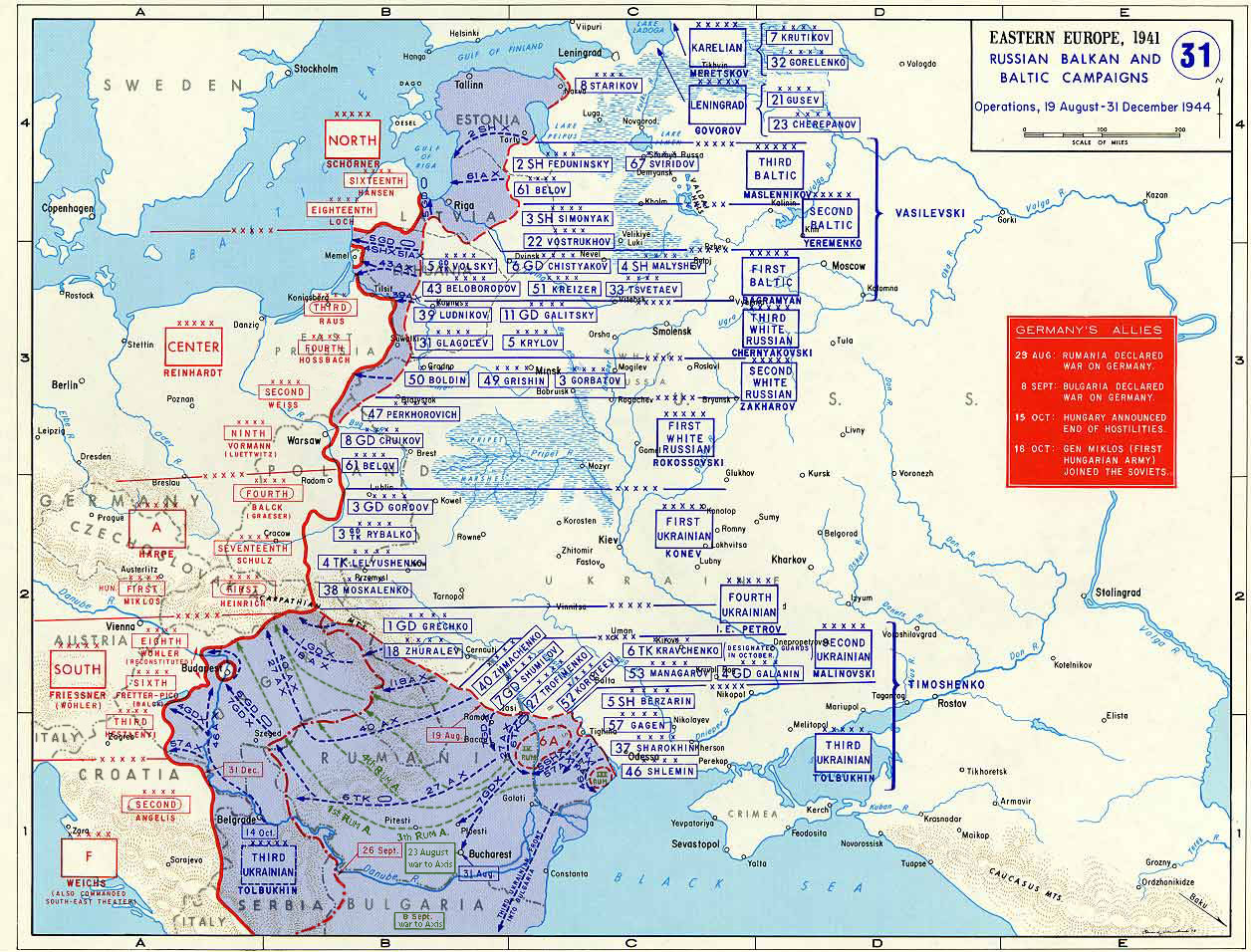
Радянські операції з 19 серпня 1944 по 31 грудня 1944 року.

Повторна радянська окупація Латвії (англ. Soviet re-occupation of Latvia, латис. Latvijas reokupācija, kuru veica PSRS) — повторна військова окупація Латвії Радянським Союзом у 1944 році, яка тривала до 1991 року.
Третя окупація Латвії за час Другої світової війни після першої радянської окупації Латвії в 1940 році та наступної окупації Латвії нацистською Німеччиною в 1941—1944 роках.

## Битва за Балтію
Група армій "Центр" була обшарпана, і північний край радянського штурму загрожував затиснути групу армій "Північ" у кишеню в Курляндії. Танці "Гіазінта" Графа Страхвіца фон Гросс-Заухе і Каммінця були відправлені назад до столиці Остланду, Риги, і в жорстоких оборонних боях зупинили наступ СРСР наприкінці квітня 1944 року. пожежна команда групи армій. Panzerverband Штрахвіца був розбитий наприкінці липня. На початку серпня Ради знову були готові спробувати відрізати групу армій "Північ" від групи армій "Центр". Масовий радянський штурм, розрізаний німецькими лініями, і група армій "Північ" була повністю ізольована від сусіда. Штрахвіц потрапив у пастку за межі кишені, і Panzerverband von Strachwitz був реформований, на цей раз з елементів 101-ї танкової бригади танкового туза Оберста Мейнрада фон Лаухерта та новоствореної танкової бригади СС Gross під керівництвом Штурмбаннфюрера Гроса. Усередині захопленої кишені решта танків та StuG III Германа фон Зальци та останній з Тигрів Яде були сформовані в інший Кампфгруп для атаки зсередини пастки. 19 серпня 1944 року розпочався штурм, який отримав назву Унтернехмен Доппелкопф (операція Доппелкопф). Йому передувало бомбардування 203-мм гарматою крейсера Prinz Eugen, яка знищила сорок вісім Т-34, що збиралися на площі в Тукумсі. Залишки Страхвіца та Нордландії зустрічаються 21-го, і між групами армій було відновлено контакт. 101. танкова бригада тепер була призначена армійському загону "Нарва", який діяв на річковому фронті Емайыгі, зміцнюючи силу броні захисників. Катастрофу вдалося запобігти, але попередження було чітким. Група армій "Північ" була надзвичайно вразливою для відключення. 1944 р. Червона Армія зняла облогу Ленінграда і знову завоювала Прибалтику разом із більшою частиною України та Білорусі.

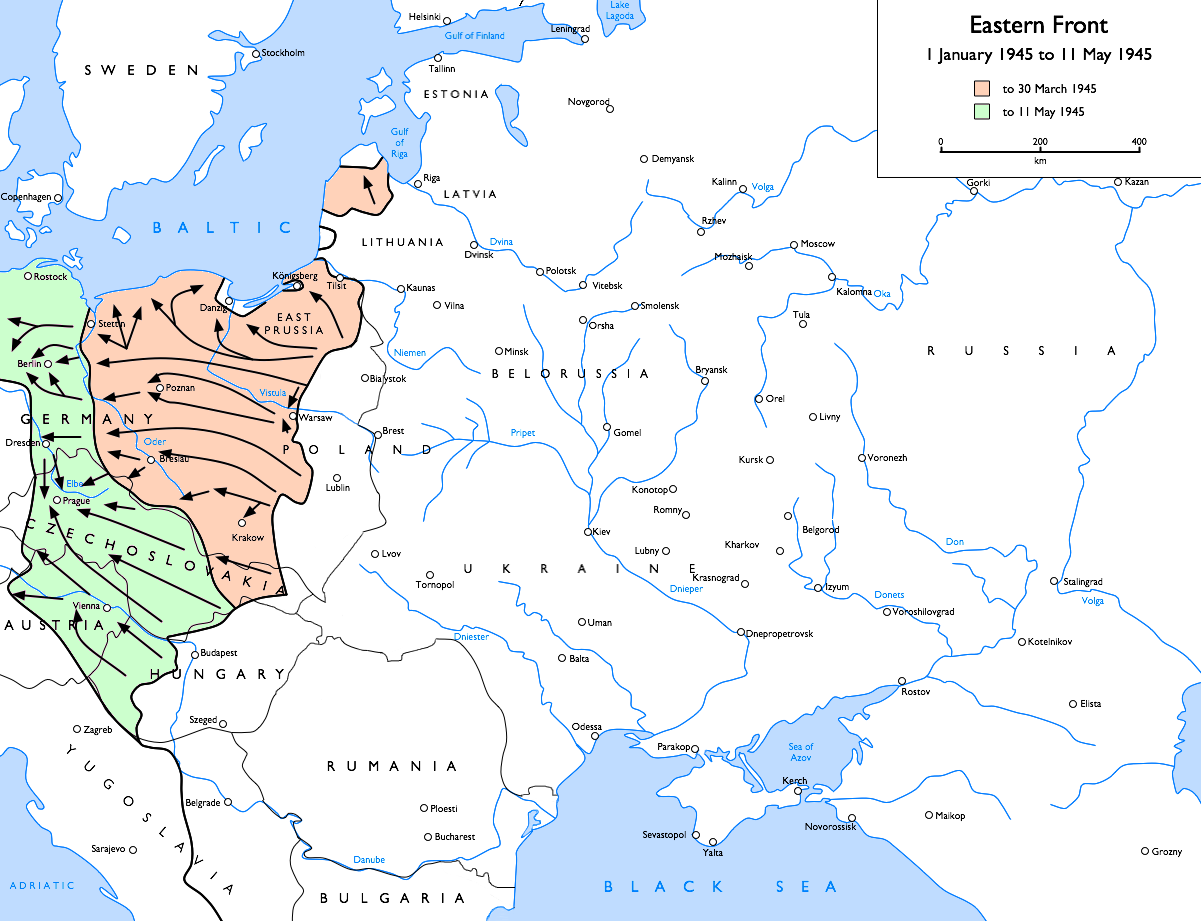
Радянські аванси з 1 січня 1945 року по 7 травня 1945 року

Однак близько 200 000 німецьких військовослужбовців провели в Курляндії разом із латвійськими військами, що чинили опір радянській окупації. Вони облягали спиною до Балтійського моря. Червона Армія здійснила численні наступи з величезними втратами, але не змогла взяти Курляндську кишеню. Генерал-полковник Хайнц Гудеріан, начальник німецького Генерального штабу, наполягав на Адольфі Гітлеру, що війська в Курляндії повинні бути евакуйовані морем і використані для оборони Третього рейху; однак Гітлер відмовився і наказав німецьким військам у Курляндії витримати. Він вважав їх необхідними для захисту німецьких підводних баз уздовж узбережжя Балтії.
15 січня 1945 року під командуванням генерал-полковника доктора Лотара Рендуліча була сформована група армій "Курляндія" (Heeresgruppe Kurland). До кінця війни група армій "Курляндія" (включаючи такі дивізії, як латвійський легіон Фрейвілігер СС) успішно захищала Латвійський півострів. Він протримався до 8 травня 1945 року, коли здався під командуванням генерал-полковника Карла Хілперта, останнього командира групи армій. Він здався маршалу Леоніду Говорову, командуючому опозиційними радянськими силами на периметрі Курляндії. На цей час група все ще складалася з приблизно 31 відділу різної чисельності. Після 9 травня 1945 року приблизно 203 000 військовослужбовців групи армій "Курляндія" почали переміщуватися до радянських таборів в'язниць на Сході. Радянський Союз знову окупував Латвію в рамках Балтійського наступу в 1944 р. - подвійної військово-політичної операції з розгрому німецьких військ та "визволення радянських балтійських народів", що розпочалася влітку-восени 1944 р., Що тривала до капітуляції німецьких та латвійських військ у Курляндській кишені в травні 1945 р., і вони поступово були поглинуті Радянським Союзом. Після Другої світової війни, як частина мети з метою повнішої інтеграції країн Балтії до складу Радянського Союзу, в країнах Балтії було укладено масові депортації, а політика заохочення радянської імміграції до Латвії тривала. 12 січня 1949 р. Радянський міністр видав указ "про вислання та депортацію" з Латвії "всіх куркулів та їх сімей, сімей бандитів та націоналістів" та ін. За оцінками, понад 1940 тисяч людей були депортовані з Балтики в 1940–1953 роках. Крім того, до ГУЛАГу було відправлено щонайменше 75 000. 10 відсотків усього дорослого балтійського населення було депортовано або відправлено до таборів. Багато солдатів ухилялися від захоплення та приєднувались до опору латвійських національних партизан, які протягом декількох років вели безуспішну партизанську війну.

### Доцільність воєнного часу

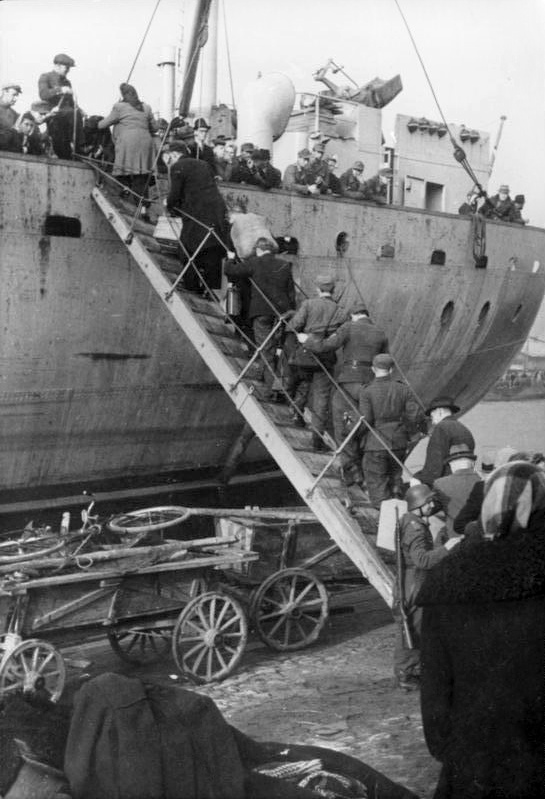
Евакуація з Вентспілса, 19 жовтня 1944 року.

Прецедент міжнародного права, встановлений раніше прийнятою доктриною Стімсона, застосовуваний до країн Балтії в США Декларація державного секретаря США Самнера Уелса від 23 липня 1940 р. Визначила підставу для невизнання примусового включення Латвії до СРСР. Незважаючи на заяву Уелса, Балтія незабаром повторила свою багатовікову роль пішаків у конфліктах великих держав. Відвідавши Москву взимку 1941–1942 рр., Міністр закордонних справ Великої Британії Ентоні Іден вже виступав за жертви країн Балтії для забезпечення радянської співпраці у війні. Посол Великої Британії в США, лорд Галіфакс, повідомив: "Г-н Іден не може погрожувати протистоянню Сталіну, і британський військовий кабінет ... погодився домовитись про договір зі Сталіном, який визнає межі 1940 року. Радянського Союзу". До 1943 року Рузвельт також передав Сталіну країни Балтії та Східну Європу. Зустрічаючись з архієпископом Спеллманом у Нью-Йорку 3 вересня, президент США Франклін Д. Рузвельт заявив: "Європейському народу просто доведеться витерпіти російське панування в надії, що через десять-двадцять років вони зможуть добре жити з росіянами . "Зустрічаючись зі Сталіним у Тегерані 1 грудня, Рузвельт "сказав, що він повністю усвідомив, що три прибалтійські республіки були в історії, і знову нещодавно був частиною Росії, і жартома додав, що коли радянські армії знову окупували ці райони, він не мав наміру розпочати війну з Радянським Союзом з цього питання". Через місяць Рузвельт розповів Отто фон Габсбургу, що він сказав росіянам, що вони можуть взяти під контроль Румунію, Болгарію, Буковину, Східну Польщу, Литву, Естонію, Латвію та Фінляндію. Майбутнє було запечатано, коли 9 жовтня 1944 р. Черчилль зустрівся зі Сталіним у Москві та олівцем післявоєнного стану Європи. Черчилль розповідає: "Нарешті, я сказав:" Хіба не можна вважати цинічним, якби здавалося, що ми вирішили ці питання, такі доленосні для мільйонів людей, таким випадковим чином? Давайте спалимо папір". - "Ні, ти зберігаєш це", - сказав Сталін". Ялтинська конференція в лютому 1945 р., Яку широко визначали як майбутнє Європи, фактично кодифікувала попередні приватні зобов'язання Черчилля та Рузвельта щодо Сталіна не втручатися в контроль СРСР над Східною Європою.

### Договори, які СРСР підписав між 1940 і 1945 роками
Радянський Союз приєднався до Атлантичної хартії від 14 серпня 1941 року резолюцією, підписаною в Лондоні 24 вересня 1941 року. Постанова підтверджена:
- "По-перше, їхні країни не прагнуть збільшення, територіального чи іншого;
- "По-друге, вони бажають не бачити жодних територіальних змін, що не відповідають вільно висловленим побажанням зацікавлених народів;
- "По-третє, вони поважають права всіх народів обирати форму правління, за якою вони будуть жити; і вони хочуть бачити повернення суверенних прав та самоврядування тим, кого їх примусово позбавили. ..."[3]

Найголовніше, що Сталін особисто підтвердив принципи Атлантичної хартії 6 листопада 1941 року:
У нас не було і не може бути таких цілей війни, як захоплення чужих територій та підкорення чужих народів, будь то народи та території Європи чи народи та території Азії....
    У нас немає і не може бути таких цілей війни, як нав'язування нашої волі та режиму слов'янам та іншим поневоленим народам Європи, які очікують на нашу допомогу.
    Наша допомога полягає у наданні допомоги цим народам у їхній боротьбі за звільнення від гітлерівської тиранії, а потім  'звільнення їх від правління на власних землях, як вони бажають. Жодного втручання у внутрішні справи інших держав'.
Незабаром після цього Радянський Союз підписав Декларацію Організації Об'єднаних Націй від 1 січня 1942 року, яка знову підтвердила дотримання Атлантичної хартії.
Радянський Союз підписав Ялтинську декларацію про звільнену Європу 4–11 лютого 1945 р., В якій Сталін, Черчилль та Рузвельт спільно заявляють про відновлення порядку в Європі згідно з принципом Атлантичної хартії «право всіх народів на обрати форму правління, за якої вони будуть жити, відновлення суверенних прав та самоврядування тим народам, які були насильно позбавлені їх країнами-агресорами". Далі в Ялтинській декларації зазначається, що "для сприяння умовам, в яких звільнені народи можуть реалізовувати ці права, три уряди приєднаються... серед інших, щоб сприяти, де це необхідно, проведенню вільних виборів."
Нарешті, Радянський Союз підписав Статут Організації Об'єднаних Націй 24 жовтня 1945 р., який у частині 2 статті I зазначає, що однією з "цілей Організації Об'єднаних Націй є розвиток дружніх відносин між державами на основі поваги принципу рівності права та самовизначення народів".

## Латвійські втрати

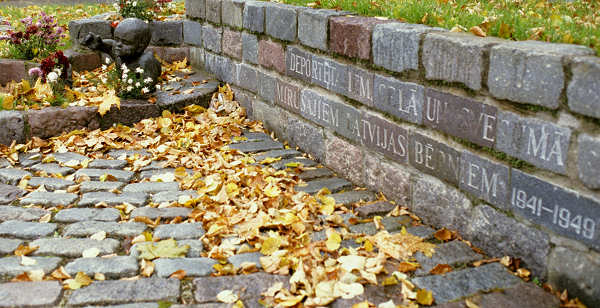
Меморіал депортованим латиським дітям, які померли у вигнанні, 1941—1949 рр.

Втрати Латвії у Другій світовій війні були одними з найвищих у Європі. За наявними оцінками, втрати латвійського населення сягають 30%. Кількість загиблих від війни та окупації в Латвії оцінюються в 180 000. Сюди входять радянські депортації в 1941 році, німецькі депортації та жертви Голокосту.